# Boren, Schleswig-Flensburg
Boren (tiếng Đan Mạch: Borne) là một đô thị thuộc huyện Schleswig-Flensburg, bang Schleswig-Holstein, Đức.